# Editorial C. H. Beck
El Editorial C. H. Beck (en alemán: Verlag C. H. Beck) es una editorial alemana con sede en Múnich. 
La editorial es una de las mayores editoriales alemanas de libros y revistas, con alrededor de 9.000 obras disponibles, unas 85 revistas especializadas y una producción anual de hasta 1.500 publicaciones. Con Beck-Online, la editorial ofrece una base de datos en línea de información jurídica especializada.
Emplea a unas 650 personas en Múnich y tiene una sucursal en Fráncfort del Meno con las redacciones de numerosas revistas jurídicas. La imprenta de C. H. Beck, que también trabaja para otras editoriales, está situada en Nördlingen. La empresa dispone asimismo de su propio centro de distribución.
La empresa está dirigida en sexta y séptima generación por Hans Dieter Beck en las áreas de Derecho, Fiscalidad y Empresa y -como sucesor de su padre Wolfgang Beck - por Jonathan Beck en las áreas de Literatura, No Ficción y Ciencia.

## Historia
Carl Gottlob Beck fundó la editorial el 9 de septiembre de 1763 y amplió su imprenta de Nördlingen con una librería. Entre otras cosas, Beck publicó el primer periódico de Nördlingen y compendios sobre medicina e historia natural, economía y educación, así como para la instrucción religiosa. La editorial lleva el nombre actual del hijo y sucesor de Carl Gottlob, Carl Heinrich Beck (1767-1834). Bajo la dirección de Oscar Beck, la editorial se trasladó a Múnich-Schwabing en 1889, donde aún hoy se encuentra la sede central. La imprenta permaneció en Nördlingen. A lo largo del siglo XIX, la editorial se hizo un nombre sobre todo en el campo de la literatura teológica, pero luego se convirtió cada vez más en una editorial académica para los campos de los estudios clásicos y literarios, así como de la historia y el derecho. Además, siempre ha tenido un programa literario. Durante la Primera Guerra Mundial se publicó "Der Wanderer zwischen beiden Welten" de Walter Flex, un libro de gran éxito de los años veinte y treinta que, con una tirada total de un millón de ejemplares, se convirtió en el libro más vendido de la editorial y en una de las obras en lengua alemana más vendidas del siglo XX.
Tras la entrada de Baviera en el Reich alemán en 1871, C. H. Beck se convirtió cada vez más en una editorial jurídica especializada, publicando importantes colecciones de leyes y revistas jurídicas, la mayoría de ellas, sin embargo, relacionadas con Baviera. Heinrich Beck asumió gradualmente la dirección de la editorial hasta la muerte de Oscar Beck en 1924. 
En 1948, después de la Segunda Guerra Mundial, Roderich Fick construyó el actual edificio de la editorial en la calle Wilhelmstraße de Schwabing, ya que el edificio de la editorial había sufrido graves daños durante la guerra. En 1949, C. H. Beck obtuvo de nuevo una licencia para publicar.
Carl Hoeller sucedió al editor jurídico Walter Mallmann y dio forma al desarrollo de los contenidos de la editorial jurídica hasta su jubilación en 1978. A partir de noviembre de 1949, C. H. Beck publicó la "Neue Juristische Wochenschrift" (NJW), que se convirtió en el órgano central de publicaciones jurídicas. En 1948/49 se lanzaron los "Juristische Kurz-Lehrbücher" (libros de texto jurídicos breves), que ahora incluyen obras sobre el material de examen para los dos exámenes estatales de Derecho. En 1958 se publicó la primera edición básica del comentario en cinco volúmenes sueltos de la Ley Fundamental alemana de 2021, a cargo de Theodor Maunz y Günter Dürig. En 1962, la editorial amplió sus publicaciones jurídicas con la revista "Deutsches Steuerrecht" (DStR).
En 2013, C. H. Beck imprimió el himnario y oratorio católico Gotteslob en una primera edición de 3,6 millones de ejemplares. El Beck Blog está considerado uno de los blogs jurídicos de orientación académica más importantes de Alemania.